# STS-116
STS-116 byla mise amerického raketoplánu Discovery, který měla připojit k Mezinárodní vesmírné stanici další část příhradového nosníku P5, přepojit hlavní elektrický systém stanice a vyměnit třetího člena posádky (Thomase Reitera za Sunitu Williamsovou).

## Posádka
- Mark Polansky (2) - velitel - NASA
- William Anthony Oefelein (1) - pilot - NASA
- Robert Curbeam (3) - letový specialista - NASA
- Christer Fuglesang (1) - letový specialista - ESA
- Joan Higginbothamová (1) - letový specialista - NASA
- Nicholas Patrick (1) - letový specialista - NASA

### Pouze start
- Sunita Williamsová (1) - posádka ISS - NASA

### Pouze přistání
- Thomas Reiter (2) - posádka ISS - ESA

v závorkách je uveden dosavadní počet letů do vesmíru včetně této mise.

## Technické detaily
- STS-116 (117); ISS 12A.1
- Orbiter: Discovery OV-103/Flight 33
- SSME výr č. 2050, 2054, 2058
- SRB výr. č. BI-128/RSRM-95

## Cíl mise
Hlavní náplní tohoto letu byla doprava a instalace další levoboční části příčného nosníku. Tentokrát část ITS-P5. Dalším podstatným úkolem této dvanáctidenní mise bylo přepojení elektrických a chladicích okruhů stanice z PVM-6 na PVM-4 (z nosníku ITS-P6 na nosník ITS-P4). Raketoplán dopravil kromě zmíněného nosníku také zásoby, které byly umístěny v modulu SpaceHAB-SM a paletě ICC. Na ISS dovezl dalšího člena čtrnácté základní posádky Sunitu Lyn Williamsovou, která byla na ISS až do června 2007, kdy si pro ni přiletí raketoplán Endeavour (STS-118).

## Přípravy na start

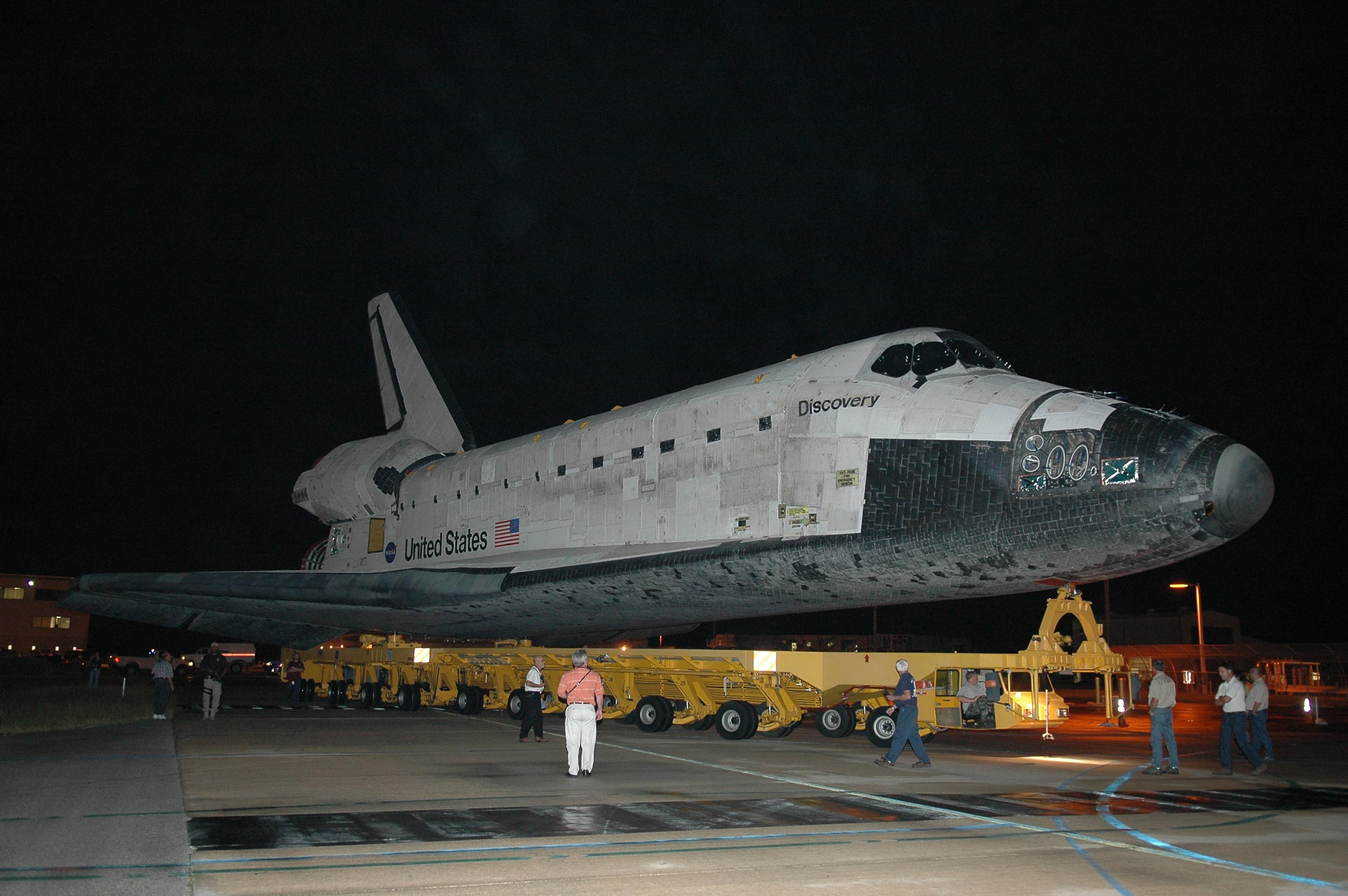
Přesun Discovery do montážní haly VAB

Raketoplán Discovery byl 1. listopadu přepraven do montážní haly VAB, kde ho technici připojili k venkovní palivové nádrži ET a dvojici motorů SRB. Ve čtvrtek 9. listopadu v 6:29 začal přesun raketoplánu na startovací rampu 39-B. Téměř 7 kilometrů dlouhou cestu překonal speciální pásový transportér s Discovery za osm a půl hodiny. Ke startovací rampě dorazil v 15:03 středoevropského času. První pokus o start byl naplánován na 8. prosince v 3:35:47 středoevropského času. Mělo jít o první noční start raketoplánu po více než čtyřech letech, od mise STS-113 v listopadu 2002. Po havárii Columbie byly noční starty dočasně zrušené. Odpočítávání začalo 5. prosince v čase T-43 hodin. Počasí na Kennedyho vesmírném středisku nevypadalo dobře už den před plánovaným startem. Pravděpodobnost dobrého počasí v době startu byla jen 40%. Odpočítávání proběhlo až do okamžiku T-9 minut, kdy došlo k běžnému plánovanému přerušení. Přestože technici v MCC nepovolili start, odpočítávání se opět rozeběhlo a zastavilo v čase T - 5 minut. Krátce na to byl start z důvodu špatného počasí v tento den definitivně zrušen. Druhý pokus o start se uskutečnil v neděli 10. prosince v 2:47 SEČ. Přestože pravděpodobnost dobrého počasí byla ještě menší než v předcházejícím pokusu, přípravy na start pokračovaly. 9. prosince v čase 19:20 se začala hlavní palivová nádrž naplňovat palivem. Po půlnoci se počasí nečekaně zlepšilo, předpovědi dávaly 70% šanci na start. Všecky parametry hovořily pro start a tak po spuštění odpočívání po posledním přerušení odpočítávání 10. prosince proběhlo až do úplného konce. Zážehem přídavných motorů SRB ve 2:47 raketoplán úspěšně vystartoval na svoji 33. misi.

## Průběh letu

### Start, připojení k ISS

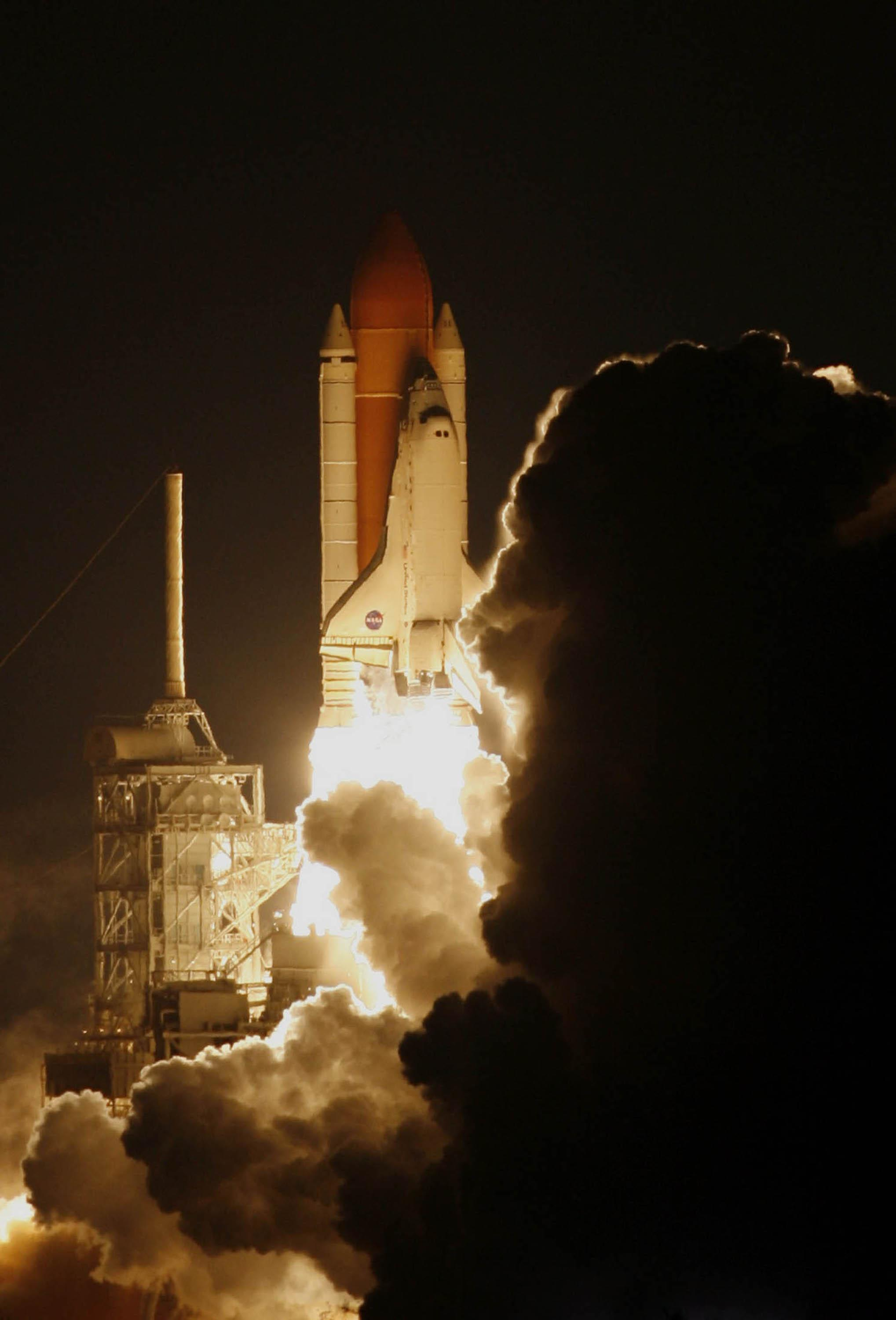
Discovery noční start

Raketoplán Discovery se ke svému třiatřicátému letu vydal s dvoudenním odkladem vynuceném špatným počasím na Kennedyho vesmírném středisku dne 10. prosince 2006 brzo ráno světového času. Šlo o první noční start od havárie Columbie a vůbec první noční start od STS-113 v listopadu 2002.
Navádění na dráhu bylo bezproblémové, v čase T+126 byly odhozeny motory na tuhé pohonné látky SRB, v T+135 byly na 118 sekund spuštěny motory OMS pro usnadnění stoupání. V T+512 byly povelem MECO vypojeny hlavní motory SSME, o 10 sekund později byla odhozena již nepotřebná nádrž ET-123, která dopadla asi o hodinu později do Indického oceánu. Ve 2:26 UT (T+37 minut) byl Discovery manévrem OMS-2 naveden na prozatímní dráhu 220x250 km nad zemským povrchem. Pak ještě proběhly dva korekční manévry a to v čase 04:43 UT a 18:45:43 UT. V den startu probíhaly ještě prověrky skafandrů, příprava nákladu k překládce a průzkum tepelného štítu OBSS (Orbiter Boom Sensor System). Kolem 11:30 UT řídicí středisko zjistilo nefunkčnost hlavního výparníku vody FES (Flash Evaporator System) B.
Po dvou dnech sbližovacích manévrů a testů TPS systémy OBSS se raketoplán připojil ke stanici ISS ve 22:12 UTC. Těsně po spojení byla na žádost MMT z Houstonu provedena kontrola náběžné hrany levého křídla konkrétně mezi RCC panely 19-22, kde senzory v pondělí zaregistrovaly slabší vibrace. Žádné poškození nebylo nalezeno. Po kontrole hermetičnosti vestibulu byl otevřen průlez ke vstupu na palubu stanice a posádky se setkaly. Pak byly z raketoplánu na stanici přeneseny skafandry a nářadí pro výstupy. Tvarovaná výplň křesla pro Williamsovou byla přenesena do Sojuzu a tvarovaná výplň křesla pro Reitera byla zase přenesena do raketoplánu, čímž se Wiliamsová stala oficiálně členem 14. dlouhodobé expedice ISS a Reiter členem osádky raketoplánu Discovery.

### EVA-1
V úterý 12. prosince byl manipulátorem SRMS uchopen nosník ITS-P5 a předán staničnímu manipulátoru SSRMS. Po ukončení odpočinku osádek byly zahájeny přípravy na výstup Curbeama a Fuglesanga do volného prostoru (EVA-1). Ve 20:31 UT zahájili Curbeam a Fuglesang výstup do volného prostoru. Astronauti nejdříve zahájili demontáž startovních aretačních pojistek na příhradové konstrukci ITS-P5 a poté manipulátor SSRMS přisunul ITS-P5 do přímého kontaktu s ITS-P4. Curbeam a Fuglesang pak spojili tyto části šrouby. Vzhledem k dostatku času byly uskutečněny i některé práce plánované původně na příští výstupy. Výstup byl oficiálně ukončen v 03:07 UT.

### Stažení solárního panelu
13. prosince bylo hlavním úkolem stažení levé části solárních panelů. To bylo důležité, protože celý tento díl bude později přemístěn a stane se z něho díl P6, který se připojí na právě dovezený P5. První pokus o stažení panelů začal v 18:28 UT. Neprobíhal však podle očekávání, proto bylo stahování panelů přerušeno. Ani na druhý pokus se 35-metrový panel nepodařilo složit. Po mnoha pokusech se panel podařilo složit alespoň zčásti.

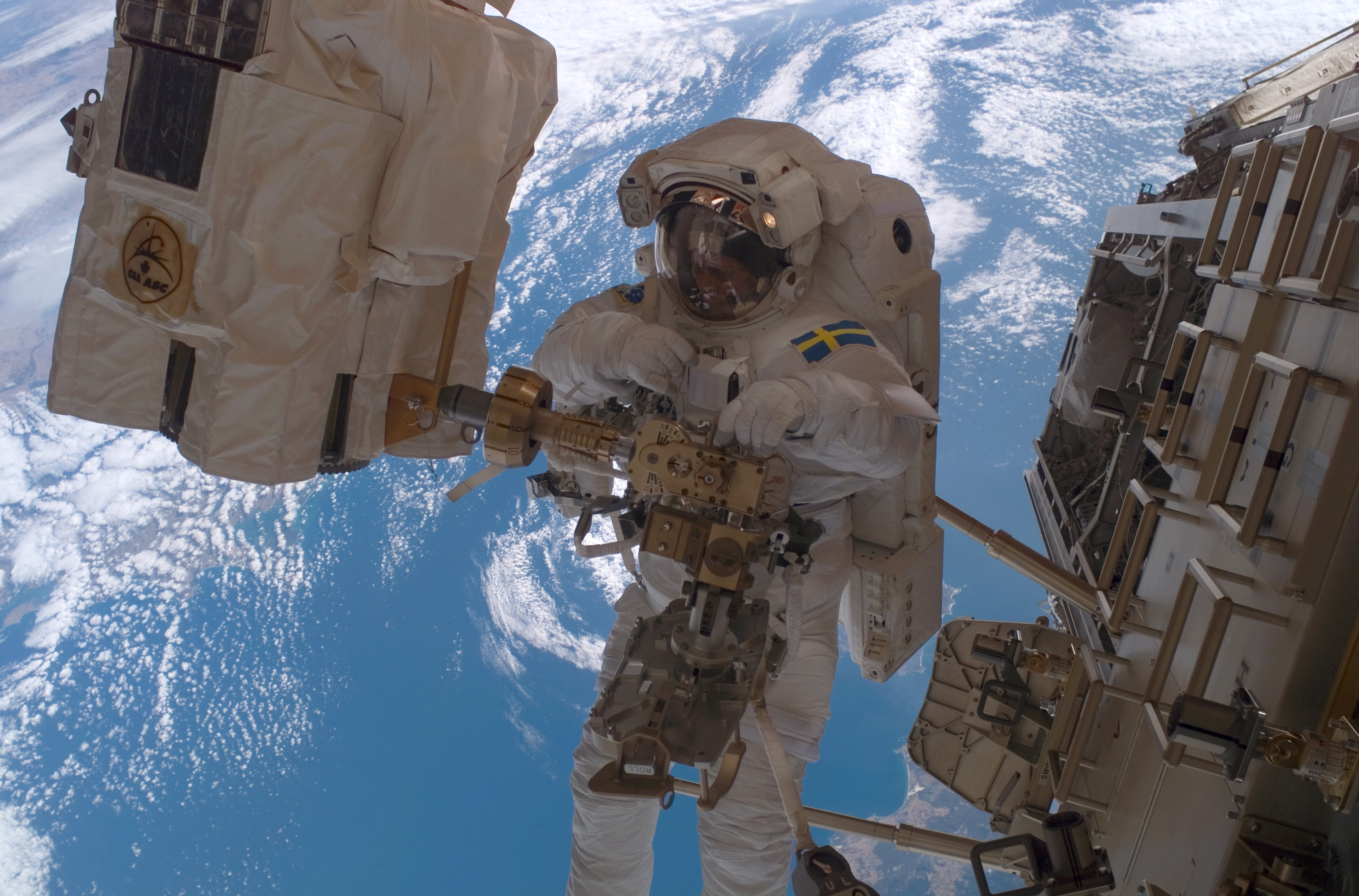
Astronaut Fuglesang při druhém výstupu do kosmu (EVA-2)

### EVA-2
Druhý výstup do kosmu skončil v noci ze 14. na 15. prosince v 1:41 a trval přesně 5 hodin. Do vesmíru vystoupili opět Curbeam a Fuglesang. Všechny úkoly naplánované na výstup se týkaly elektroinstalace a byly úspěšně splněny. Kromě přepojování kabeláže šlo také o přemístění vozidla CETA-2 a instalaci vícevrstvé izolace nad rozvody chladicí kapaliny.
15. prosince měly obě posádky volný den, kdy se pouze překládaly zásoby z raketoplánu na ISS. Večer probíhaly tiskové konference: 20:07 Fuglesang a Reiter, ve 23:27 potom členové základní posádky ISS López-Alegría a Ťurin. Řídicí středisko zatím zahájilo sérii testů s cílem vyřešit problém s neúplně staženými slunečními panely.

### EVA-3
V sobotu 16. prosince byl hlavním úkolem třetí výstup do vesmíru. Výstup začal v 19:42 UT a skončil ve 02:56 UT. Astronauti Robert Curbeam a Sunita „Suni“ Williamsová při něm pokračovali v přepojování kabelů mezi slunečními panely ITS-P3/P4 a neúplně staženými panely P6. Po skončení přepojování řídicí středisko opět zapojilo energetický systém americké části stanice. Dalším úkolem byla instalace dodatečných kabelů pro přenos elektrické energie z amerického na ruský segment stanice. Také došlo k přemístění protimeteorických panelů na modul Zvezda. Na konci výstupu se astronauti pokoušeli opravit ještě stále neúplně stažené panely P6. Curbeam byl částečně úspěšný, protože panely byly opět o malou část staženy, ale pro nedostatek času se problém s panely nevyřešil. NASA proto dala povolení ke 4. výstupu (EVA-4) do vesmíru. Při tomto výstupu kolem 22:00 UT řídicí středisko na dálku úspěšně aktivovalo chladicí systém energetického systému na příhradové konstrukci ITS-P4.

### EVA-4
Čtvrtý, poslední a původně neplánovaný výstup EVA-4 se uskutečnil 18. prosince. Výstup probíhal od 20:00 do 2:38 SEČ. Astronauti Robert Curbeam a Christer Fuglesang strávili ve vesmíru celkově 6 hodin a 38 minut. Přes velké problémy se jim nakonec podařilo levoboční část slunečního panelu P6 složit. Poslední segment panelu byl zasunut ve 23:55 UT a v 00:34 UT byly obě schránky SABB (Solar Array Blanket Box) se složenými slunečními panely uzamknuty. Čtvrtým výstupem se posunul plán celé mise. Odlet od ISS se posunul o jeden den na 19. prosince, přistání se uskutečnilo 22. prosince.

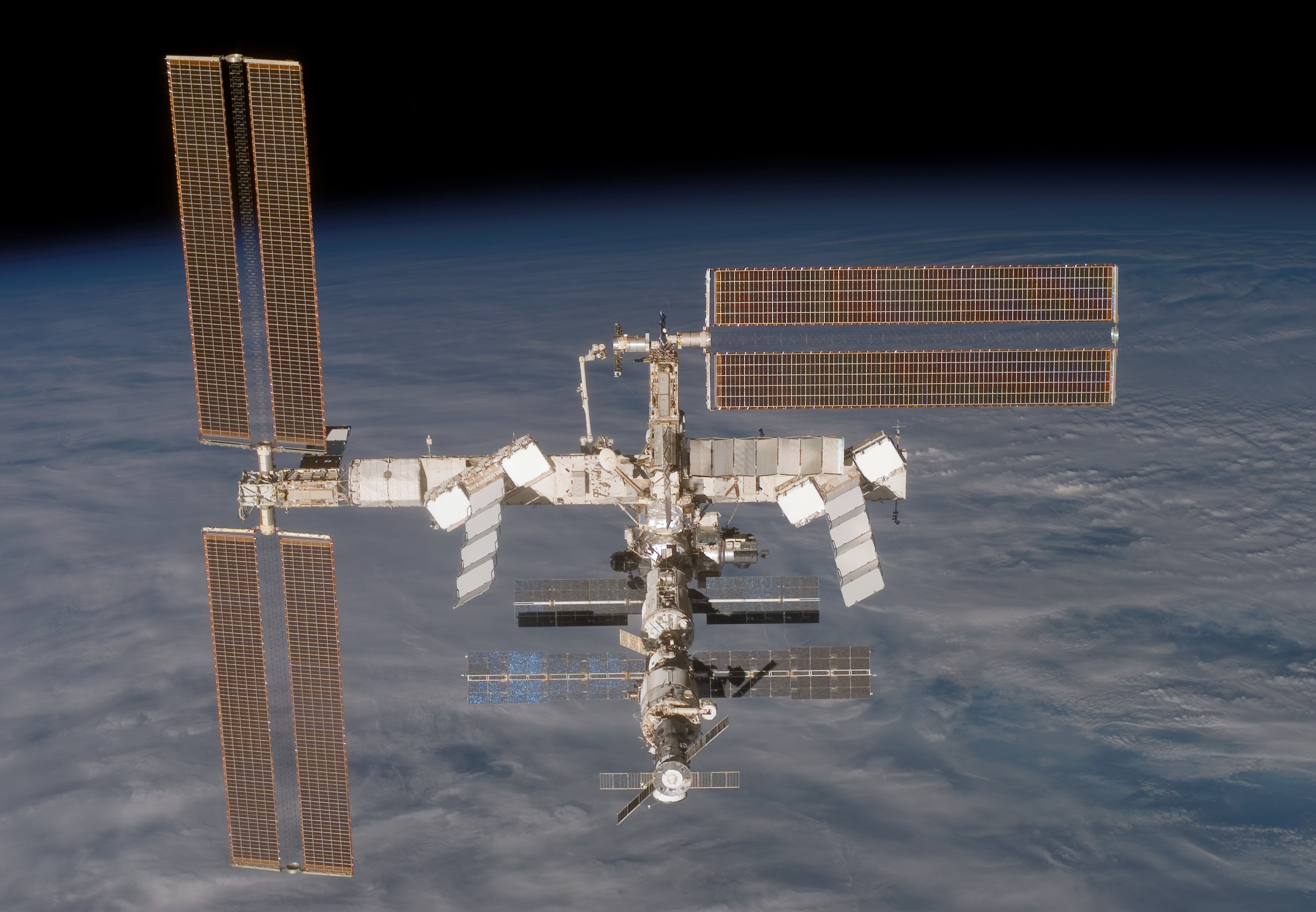
Pohled na ISS z raketoplánu po jeho odpojení

### Odpojení od ISS
19. prosince se raketoplán Discovery odpojil od Mezinárodní vesmírné stanice. Před odpojením se na palubu raketoplánu přeložily poslední položky ze stanice, mezi jinými i skafandry pro výstup do vesmíru a demontovalo se potrubí na přečerpávání kyslíku z raketoplánu na stanici. Ve 20:25 SEČ se obě posádky rozloučily a uzavřely průlez. Ve 23:10 se Discovery odpojil od ISS a zahájil její inspekční oblet. Po třech separačních manévrech se definitivně vzdálil od ISS.

### Průběh letu po odpojení od ISS
Ve středu 20. prosince byly hlavním úkolem raketoplánu testy tepelného štítu za pomoci OBSS. V noci na 21. prosince byly též vypuštěny tři minidružice: v 1:06 minidružice MEPSI a v 2:37 minidružice RAFT-1 a MARSCom. Předpovědi počasí na páteční přistání zatím nebyly moc dobré. 21. prosince probíhaly intenzivní přípravy na přistání. Kromě toho byly z nákladového prostoru vypuštěny dvě minidružice ANDe, od kterých se po vypuštění Discovery vzdálil úhybným manévrem a konala se také tisková konference.
22. prosince bylo stále nepříznivé počasí jak na KSC (Kennedyho vesmírné středisko), tak i v Kalifornii na Edwardsově letecké základně. Stále však pokračovaly přípravy na přistání. V 18:00 začala posádka uzavírat dveře do nákladového prostoru. Původně se přistání plánovalo na 21:56 SEČ, ale bylo odloženo o jeden oběh Země. V 18:05 UT astronaut Steven Lindsey, velitel mise STS-121 odstartoval v cvičném letadle Gulfstream 2 STA, aby prověřil možnost přistání na KSC. Vzhledem ke zlepšení počasí NASA ve 22:22 vydala souhlas na přistání na KSC na Floridě ve 23:26.

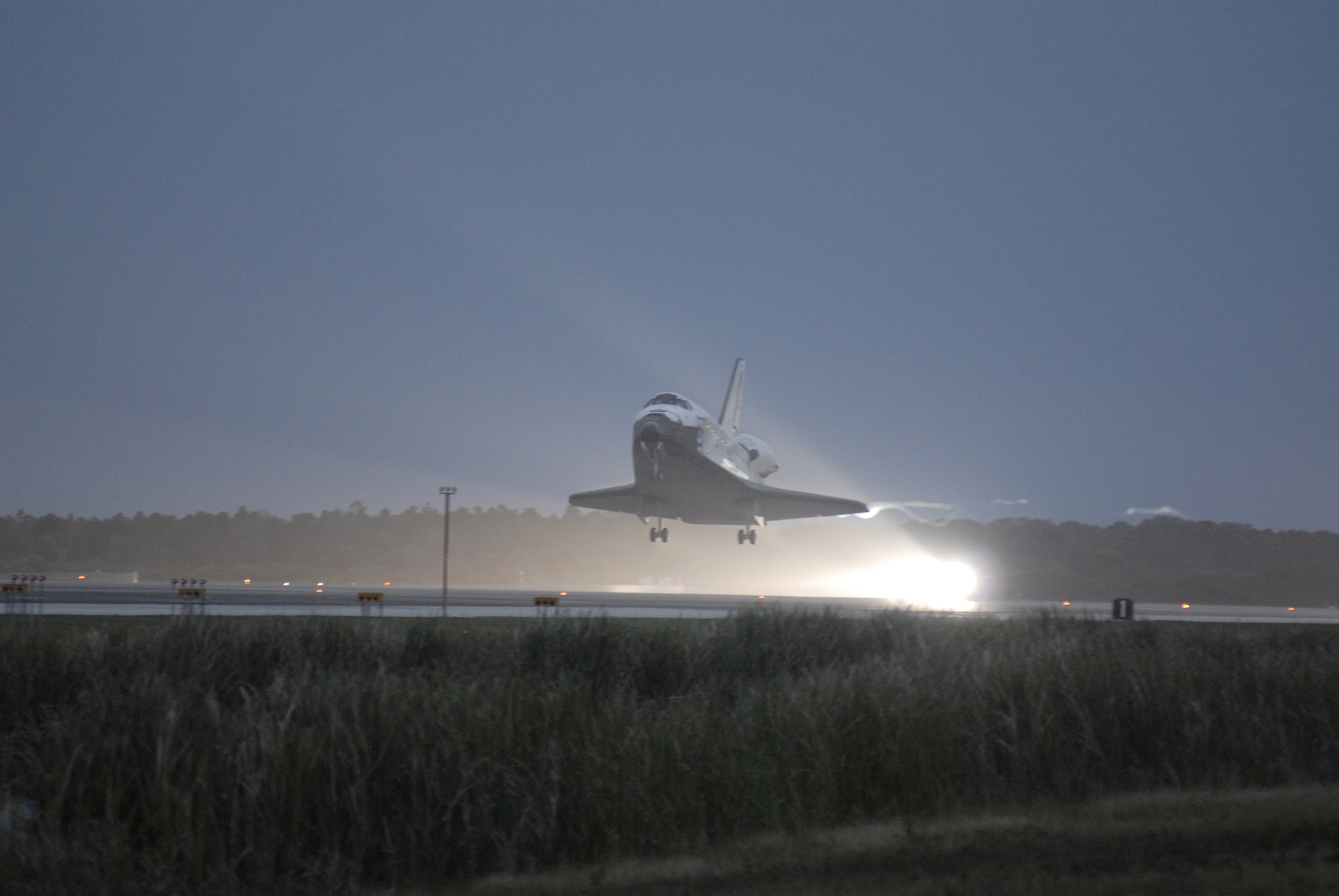
Raketoplán Discovery právě přistává na KSC

### Přistání
Po otočení do polohy pro brzdící manévr v čase 22:27 raketoplán provedl přibližně čtyřminutový zážeh motorů OMS, čímž se začal jeho sestup. Ve 22:37 raketoplán zahájil změnou svojí orientace fázi vstupu do atmosféry a zároveň z bloku FRCS vypustil přebytečné pohonné hmoty. Oficiálně Discovery vstoupil do zemské atmosféry ve 23:00 ve výšce 122 km. Ve 23:28 Discovery zahájil okruh nad místem přistání HAC (Heading Alignment Cylinder) a začal navádění na přistávací dráhu. Ve 23:32 se zdvihl nos raketoplánu a vysunul se podvozek. Zadním podvozkem raketoplán dosedl na přistávací dráhu v čase 20:32 a o něco později i předním. Stroj se zastavil ve 23:34:52 a tím úspěšně ukončil misi STS-116.

## Další problémy raketoplánu
- problém s automatickým uvolňováním úchopového mechanismu na manipulátoru SRMS, musí se odemykat manuálně.
- dosud se nezdařilo uvést do provozu výparník FES PRI B. Pokud by selhal ještě výparník FES PRI A, tak by to znamenalo prakticky okamžité přerušení letu a přistání při nejbližší vhodné příležitosti na území USA. MER (Mission Evaluation Room) dal tuto závadu na seznam „ostře“ sledovaných problémů.